# Rigino Cicilia
Rigino Cicilia (Willemstad, 23 september 1994) is een Nederlands-Curaçaos voetballer die doorgaans als spits speelt. Hij verruilde medio 2020 FC Eindhoven voor 1. FC Slovácko, dat hem transfervrij inlijfde. Vanaf augustus 2022 speelde hij bij Heracles Almelo. Vanaf 2023 speelt hij weer voor 1.FC Slovàcko.

## Carrière
Cicilia stroomde in 2014 door vanuit de jeugd van Roda JC Kerkrade. Hiervoor maakte hij op 25 augustus 2014 zijn debuut in het betaald voetbal. Hij viel die dag twaalf minuten voor tijd in voor Danny Schreurs tijdens een wedstrijd die werd verloren van FC Volendam. Brian Thong maakte die wedstrijd eveneens zijn debuut.
Hij tekende in juni 2016 een contract tot medio 2018 bij Port Vale, dat hem transfervrij overnam van Roda JC Kerkrade. In zijn verbintenis werd een optie voor nog een seizoen opgenomen. In mei 2017, na de degradatie van de club uit de Football League One, werd zijn contract ontbonden.
In oktober 2017 verbond hij zich aan het Litouwse Sūduva Marijampolė waarmee hij direct landskampioen werd. In het seizoen erop maakte Cicilia indruk door in de voorronde van de Champions League binnen tien minuten een hattrick te scoren tegen APOEL Nicosia.
In februari 2019 sloot hij aan bij FC Eindhoven. Medio 2020 ging Cicilia naar het Tsjechische 1. FC Slovácko. 
In augustus 2022 tekende hij bij Heracles Almelo.

## Interlandcarrière
Cicilia maakte deel uit van de A1 van Roda JC toen hij op 8 februari 2013 werd opgeroepen voor het nationale elftal tot 20 jaar van Curaçao. Hiervoor maakte hij op 20 februari 2013 zijn debuut, tegen Mexico -20.
| Interlands van Rigino Cicilia voor Curaçao -20 | Interlands van Rigino Cicilia voor Curaçao -20 | Interlands van Rigino Cicilia voor Curaçao -20 | Interlands van Rigino Cicilia voor Curaçao -20 | Interlands van Rigino Cicilia voor Curaçao -20 | Interlands van Rigino Cicilia voor Curaçao -20 |
| No.                                            | Datum                                          | Wedstrijd                                      | Uitslag                                        | Competitie                                     | Goals                                          |
| Als speler bij Roda JC Kerkrade                | Als speler bij Roda JC Kerkrade                | Als speler bij Roda JC Kerkrade                | Als speler bij Roda JC Kerkrade                | Als speler bij Roda JC Kerkrade                | Als speler bij Roda JC Kerkrade                |
| ---------------------------------------------- | ---------------------------------------------- | ---------------------------------------------- | ---------------------------------------------- | ---------------------------------------------- | ---------------------------------------------- |
| 1                                              | 20 februari 2013                               | Mexico -20 – Curaçao -20                       | 3 – 0                                          | CONCACAF -20 – 2013                            | 0                                              |
| 2                                              | 22 februari 2013                               | El Salvador -20 – Curaçao -20                  | 2 – 1                                          | CONCACAF -20 – 2013                            | 0                                              |